# Primula aurantiaca
Primula aurantiaca är en viveväxtart som beskrevs av William Wright Smith och Forrest. Primula aurantiaca ingår i släktet vivor, och familjen viveväxter. Inga underarter finns listade i Catalogue of Life.